# Neopanorpa youngi
Neopanorpa youngi är en näbbsländeart som beskrevs av George W. Byers 1994. Neopanorpa youngi ingår i släktet Neopanorpa och familjen skorpionsländor. Inga underarter finns listade i Catalogue of Life.